# مفياكانة

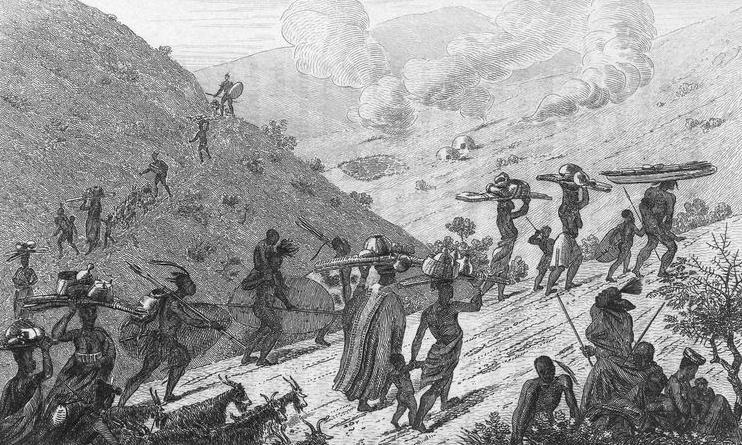
لوحة مبكرة لأول هجرة لفنغو (إحدى الشعوب المتضررة أثناء المفياكانة).

مْفِياكانة، وتُعرف أيضًا باسم دِفَكانة أو لِفَكانة باللغة السوتية (تعني جميعها «ساحق، مشتِت، التشتت القسري، التهجير القسري»)، هي فترة من الفوضى والحرب واسعتي الانتشار مرّت بها المجتمعات العرقية الأصلية في أفريقيا الجنوبية خلال الفترة الزمنية الواقعة بين عامي 1815 و1840.
عندما أوجد الملك شاكا مملكة الزولو العسكرية في المنطقة الواقعة بين نهري توغيلا وبونغولا، سببت قواته موجة من الحرب والاضطراب لاكتساح السكان الآخرين. كانت تلك مقدمة فترة المفكانة التي بدأت منذ تلك الفترة. دفعت هجرة وحركة الشعوب بالعديد من القبائل إلى محاولة السيطرة على أولئك المهجرين داخل الأراضي الجديدة، ما أدى إلى انتشار الأعمال الحربية على نطاق واسع، واندماج مجموعات سكانية أخرى، كشعب متابيلي وشعب فونغو وشعب كولولو، وتأسيس دول جديدة مثل دولة ليسوتو الحديثة.
سببت المفياكانة انخفاض تعداد السكان في القسم الشرقي من جنوب أفريقيا، ولا يُعتقد وفقًا لبعض المصادر أن اندماج المستوطنات الأكبر والسلطة السياسية هما السببان وراء ترك مساحات شاسعة من المراعي غير مستهلكة. لا يُعرف تمامًا عدد الناس الذين لقوا حتفهم خلال النزاع، لكن تُقدر حصيلة الموتى مرارًا بين المليون والمليونين. توصل البروفيسور جون رايت إلى التالي: «في الأعوام الـ 70 التالية لسنة 1760، تغيّر الوجه السياسي للمنطقة الواقعة شمال نهر أورانج وشرق صحراء كلهاري.

## الأسباب
تختلف النظريات وراء أسباب هذه الحرب الكارثية وهجرة الكثير من المجموعات الإثنية في المنطقة. تزايد تعداد السكان بشكل ضخم في مملكة الزولو بعدما جلب البرتغاليون الذرة معهم من الأمريكيتين في أواخر القرن السابع عشر، ثم وصلوا إلى الأراضي الداخلية نحو العام 1750. كانت إنتاجية الذرة أكبر من المحاصيل الأصلية المزروعة، لكنها تطلبت مياهًا أكثر أثناء زراعتها. بفضل الفائض الزراعي وتزايد عدد السكان، استطاع شاكا تأسيس جيش دائم لحماية زولو. بحلول نهاية القرن الثامن عشر، احتل سكان زولو معظم الأراضي الصالحة للزراعة. كان انخفاض مستويات الهطولات ومرور 10 أعوام من الجفاف في أوائل القرن التاسع عشر، من الأسباب التي أدت إلى اندلاع التنافس على الأراضي وموارد المياه بين شعوب المنطقة. يرجح أن ازدياد تجارة العاج مع البرتغاليين في خليج ديلاغوا هو أيضًا أحد الأسباب المساهمة. أدى كل ذلك إلى تعزيز عدم المساواة داخل المجتمعات الأفريقية، ما جعل الناس أكثر ضعفًا في المناطق التي تعرضت مسبقًا لعدة موجات من الجفاف.
هناك 3 مجموعات إثنية رئيسة استوطنت المناطق التي تُعرف اليوم بنكوثو وبابانانغو وإمبانغيني ومتوباتوبا ولابيسا ونونغوما وبونغولا وفرايهيد وميلموث ومهالاباثيني –هذه المجموعات الإثنية هي سوازي وندواندوي ومثيثوا، وقادهم ملوك هم سوبوزا وزويدي ودينغسوايو، وكانت تلك المجموعات الإثنية الأقوى في المنطقة. كانت لغة الزولو المعروفة اليوم هي اللغة التي يتكلم بها شعب ندواندوي. في تلك الفترة، كان الزولو من المجموعات الإثنية الضعيفة جدًا والخاضعة لقبادة سنزاغاكونا. تكلّم هؤلاء لغة تسيفويا، فكان حرف الـ L يُلفظ Y، فعبارة «سوكا لابا suka lapha»، والتي تعني «اذهب من هنا»، تُلفط «سويا يابا». تتواجد تلك المجموعات الإثنية الثلاث اليوم في نفس المناطق السابقة. كان الزولو أقلية ضعيفة تحتل قطعة صغيرة من الأرض في المنطقة التي تُعرف اليوم باسم ماكوسيني قرب بابانانغو. أصبح طرف الزعيم السياسي مانغوسوتو بوتيليزي، تحت زعامة مفولان، أداة جوهرية في هزيمة الفونغاشي بزعامة شاكا. أصبح ابن مفولان، والمدعو نقِنغيليلي، كبير مستشاري شاكا. بينما قاد ابنه مبانغامبي أتباع بوتيليزي ضد هامو أتباع نغينيتشيني.